# Villeneuve-sur-Aisne
Pour les articles homonymes, voir Villeneuve.
Villeneuve-sur-Aisne est une commune française située dans le département de l'Aisne, en région Hauts-de-France.
La commune nouvelle française est née le 1er janvier 2019 de la fusion des communes de Guignicourt et Menneville. Son chef-lieu est fixé à Guignicourt.

## Géographie

### Localisation
- 1Carte dynamique
- 2Carte OpenStreetMap
- 3Carte topographique
- 4Carte avec les communes environnantes

Villeneuve-sur-Aisne est à 1 h 30 en voiture de Paris par l'A26 et l'A4 et à 2 h en voiture de Lille par l'A26 et l'A1.
Le territoire municipal de Villeneuve-sur-Aisne s'étend sur 2 503 hectares. Les niveaux d'altitude de la commune nouvelle fluctuent entre 51 et 142 mètres.
La commune nouvelle regroupe les anciennes communes de Guignicourt et Menneville, devenues des communes déléguées, le 1er janvier 2019. Son chef-lieu est à Guignicourt.
Le chef-lieu de la commune nouvelle, Guignicourt, se situe au centre-est du département de l'Aisne.

### Voies de communication et transports

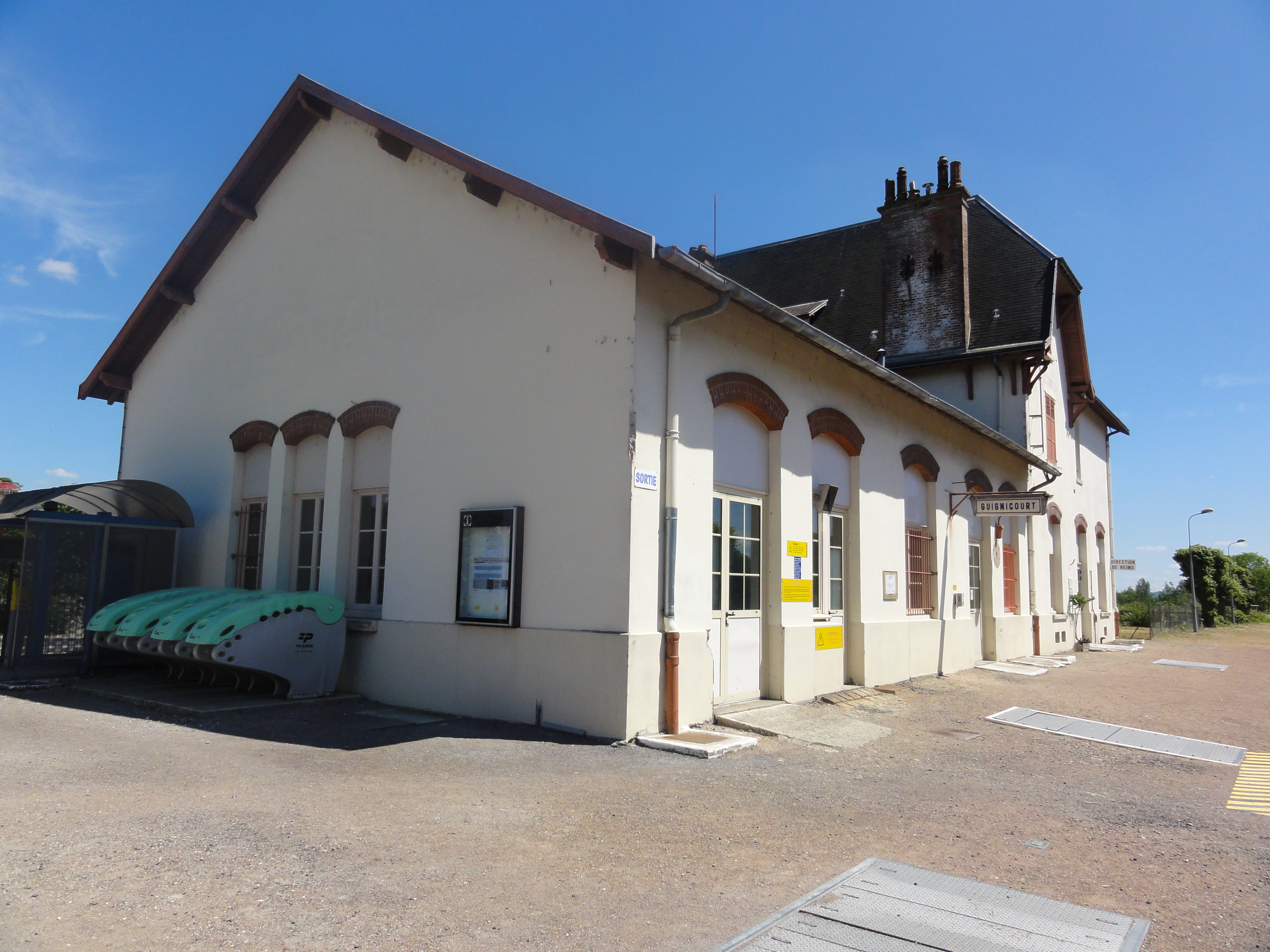
La gare (en juin 2015).

Les routes départementales RD 925 (ancienne RN 325), RD 525 et RD 62 desservent la commune.
Villeneuve-sur-Aisne est reliée à l'autoroute A26 (qui forme la limite ouest de la commune) par la RD 925 et la sortie no 14 Vallée de l' Aisne.
La gare de Guignicourt est située sur la ligne de Reims à Laon. Elle est desservie par le TER Grand Est. Villeneuve-sur-Ainse est à 35 minutes de la gare de Champagne-Ardenne TGV de la LGV Est européenne à Bezannes au carrefour des départements de l'Aisne, des Ardennes et de la Marne.
L'Aisne n'est pas navigable en amont de Guignicourt mais le canal latéral à l'Aisne, créé en 1841, y remédie et forme pour la navigation la jonction entre l'Oise et le canal des Ardennes et, par celui-ci, la Meuse ; et à partir de la confluence des canaux à Berry-au-Bac le canal de l'Aisne à la Marne forme la jonction avec la Marne (rivière).

### Hydrographie

#### Réseau hydrographique
La commune est située dans le bassin Seine-Normandie. Elle est drainée par l'Aisne et un autre petit cours d'eau,.
L'Aisne est un  cours d'eau naturel navigable de 256 km de longueur, traversant les cinq départements Meuse, Marne, Ardennes, Aisne, Oise. Elle est un affluent de rive gauche de l'Oise, ce qui fait d'elle un sous-affluent de la Seine.

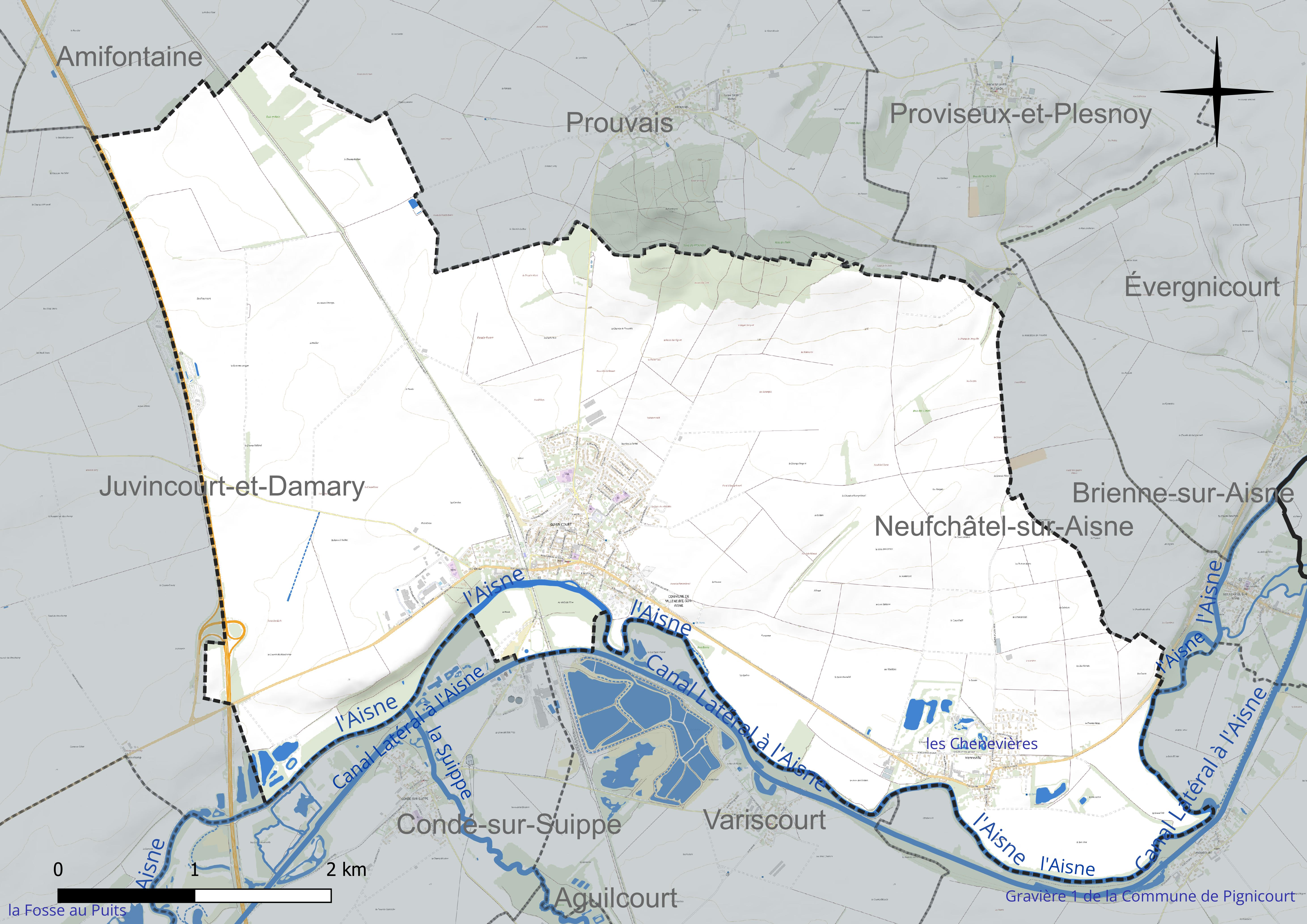
Réseau hydrographique de Villeneuve-sur-Aisne.

Un plan d'eau complète le réseau hydrographique : les Chenevières (0,3 ha),.

#### Gestion et qualité des eaux
Le territoire communal est couvert par le schéma d'aménagement et de gestion des eaux (SAGE) « Aisne Vesle Suippe ». Ce document de planification, dont le territoire s'étend sur 3 096 km2 répartis sur trois départements (Aisne, Marne et Ardennes) et deux régions (Champagne-Ardenne et Picardie), a été approuvé le 16 décembre 2013. La structure porteuse de l'élaboration et de la mise en œuvre est le Syndicat d'aménagement des bassins Aisne Vesle Suippe (SIABAVES).
La qualité des cours d'eau peut être consultée sur un site spécial géré par les agences de l'eau et l'Agence française pour la biodiversité.

### Climat
Pour des articles plus généraux, voir Climat des Hauts-de-France et Climat de l'Aisne.
En 2010, le climat de la commune est de type climat océanique dégradé des plaines du Centre et du Nord, selon une étude du CNRS s'appuyant sur une série de données couvrant la période 1971-2000. En 2020, Météo-France publie une typologie des climats de la France métropolitaine dans laquelle la commune est exposée à un climat océanique altéré et est dans la région climatique Nord-est du bassin Parisien, caractérisée par un ensoleillement médiocre, une pluviométrie moyenne régulièrement répartie au cours de l'année et un hiver froid (3 °C).
Pour la période 1971-2000, la température annuelle moyenne est de 10,5 °C, avec une amplitude thermique annuelle de 15,3 °C. Le cumul annuel moyen de précipitations est de 684 mm, avec 11,1 jours de précipitations en janvier et 8,8 jours en juillet. Pour la période 1991-2020, la température moyenne annuelle observée sur la station météorologique la plus proche, située sur la commune de La Selve à 15 km à vol d'oiseau, est de 10,8 °C et le cumul annuel moyen de précipitations est de 710,7 mm,. Pour l'avenir, les paramètres climatiques de la commune estimés pour 2050 selon différents scénarios d'émission de gaz à effet de serre sont consultables sur un site spécial publié par Météo-France en novembre 2022.

## Urbanisme

### Typologie
Au 1er janvier 2024, Villeneuve-sur-Aisne est catégorisée bourg rural, selon la nouvelle grille communale de densité à 7 niveaux définie par l'Insee en 2022.
Elle appartient à l'unité urbaine de Villeneuve-sur-Aisne, une unité urbaine monocommunale constituant une ville isolée,. Par ailleurs la commune fait partie de l'aire d'attraction de Reims, dont elle est une commune de la couronne,. Cette aire, qui regroupe 294 communes, est catégorisée dans les aires de 200 000 à moins de 700 000 habitants,.

## Toponymie
De l'oïl « ville » et l'adjectif féminin « neuve ».
Le terme de Villeneuve renvoie aux localités créées au Moyen Âge par un seigneur pour valoriser son fief.
Celui de l'Aisne désigne la rivière qui limite au sud la commune. Cependant, dans la partie nord de la France, les villes neuves portent plutôt le nom de Neuville (il y en a six rien que dans le département de l'Aisne), Villeneuve étant un toponyme méridional dans la plupart des cas.

## Histoire
Les conseils municipaux de Menneville et de Guignicourt, après une réunion publique tenue le 13 septembre 2018, ont demandé les 17 et 19 septembre 2018 la fusion de leurs communes dans un contexte de baisse des transferts financiers de l'État.
La fusion est ainsi décidée par un arrêté préfectoral du 29 novembre 2018,, qui a pris effet le 1er janvier 2019.

## Politique et administration

### Rattachements administratifs et électoraux
Villeneuve-sur-Aisne se trouve dans l'arrondissement de Laon du département de l'Aisne. Pour l'élection des députés, elle fait partie de la première circonscription de l'Aisne.
Elle est le bureau centralisateur du canton de Villeneuve-sur-Aisne.

### Intercommunalité
Villeneuve-sur-Aisne fait partie de la communauté de communes de la Champagne Picarde, comme avant sa création ses deux communes déléguées.

### Liste des maires
| Période      | Période                   | Identité           | Étiquette | Qualité |
| ------------ | ------------------------- | ------------------ | --------- | --- |
| janvier 2019 | En cours (au 27 mai 2020) | Philippe Timmerman | DVD       | Contrôleur financier Conseiller départemental de Villeneuve-sur-Aisne (2015 → ) Maire de Guignicourt (1999 → 2018) Réélu pour le mandat 2020-2026 |

### Communes déléguées
| Nom                 | Code Insee | Intercommunalité           | Superficie (km2) | Population (dernière pop. légale) | Densité (hab./km2) |
| ------------------- | ---------- | -------------------------- | ---------------- | --------------------------------- | ------------------ |
| Guignicourt (siège) | 02360      | CC de la Champagne Picarde | 17,74            | 2 272 (2022)                      | 128                |
| Menneville          | 02475      | CC de la Champagne Picarde | 7,29             | 516 (2022)                        | 71                 |

## Démographie
L'évolution du nombre d'habitants est connue à travers les recensements de la population effectués dans la commune depuis sa création.

En 2022, la commune comptait 2 788 habitants, en évolution de +4,3 % par rapport à 2016 (Aisne : −1,97 %, France hors Mayotte : +2,11 %).
| 2015  | 2020  | 2022  |
| ----- | ----- | ----- |
| 2 642 | 2 780 | 2 788 |

## Culture locale et patrimoine

### Lieux et monuments
- l'église Saint-Pierre de Guignicourt du XIIe siècle[25]. Dans l'église une plaque commémore les militaires et civils de la guerre 1914-18 ;
- le parc du château de Guignicourt contient des « jardins remarquables »[26].

Menneville comporte plusieurs monuments à découvrir :
- l'église Saint-Jean-Baptiste de Menneville et la pierre tombale de Bertrand de Caure, clerc du prieuré d'Evergnicourt, décédé en 1305 ;
- les calvaires ;
- Le golf de neuf trous est situé sur la commune de Menneville.
- les monuments aux morts des deux anciennes communes, les plaques commémoratives des victimes des guerres, dans les églises et à la gare de Guignicourt pour les employés SNCF victimes de la guerre 1939-45 ainsi que les soldats victimes du bombardement du 14 mai 1940 ;
- la Croix de Sarajevo, inaugurée dans l'ancien cimetière de Guignicourt le 11 novembre 2008 à Guignicourt après avoir été édifiée par des officiers de l'armée française à Sarajevo , pour rappeler les morts des Guerres de Yougoslavie, ainsi que de tous ceux dont la tombe est oubliée[27].

Trois zones naturelles d'intérêt écologique, faunistique et floristique (ZNIEFF) sont situés partiellement sur le territoire de Guignicourt : le bois de Prouvais, le bois en vain de Guignicourt (ex bois Claque-dents) et le lit mineur de l'Aisne.
Les berges de l'Aisne et la voie verte Évergnicourt - Guignicourt sur le tracé de l'ancienne ligne des chemins de fer de la Banlieue de Reims de Soissons à Rethel sont des parcours de randonnée.
- le chapiteau du XIIe siècle de Menneville.

À Guignicourt
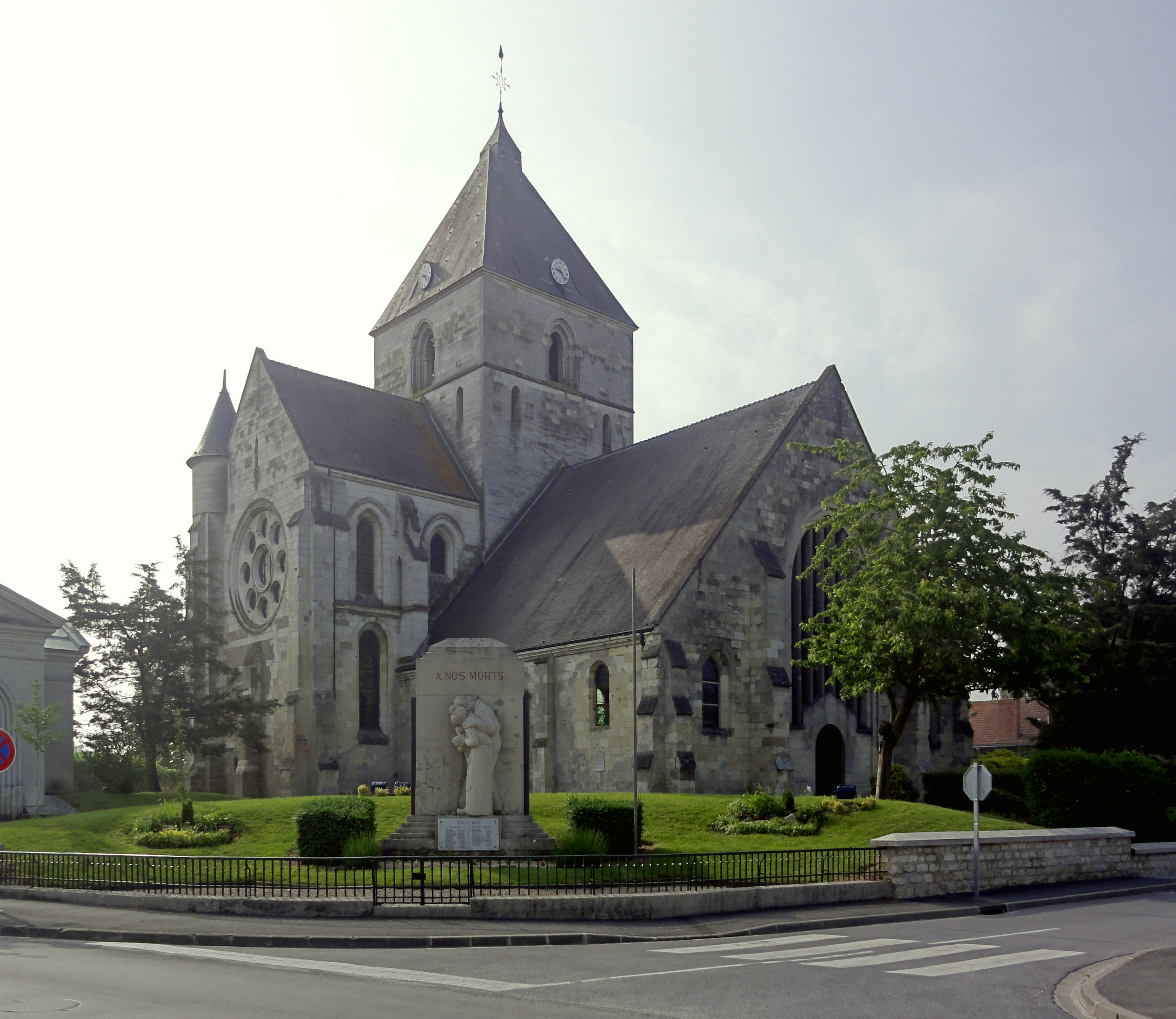
L'église Saint-Pierre.
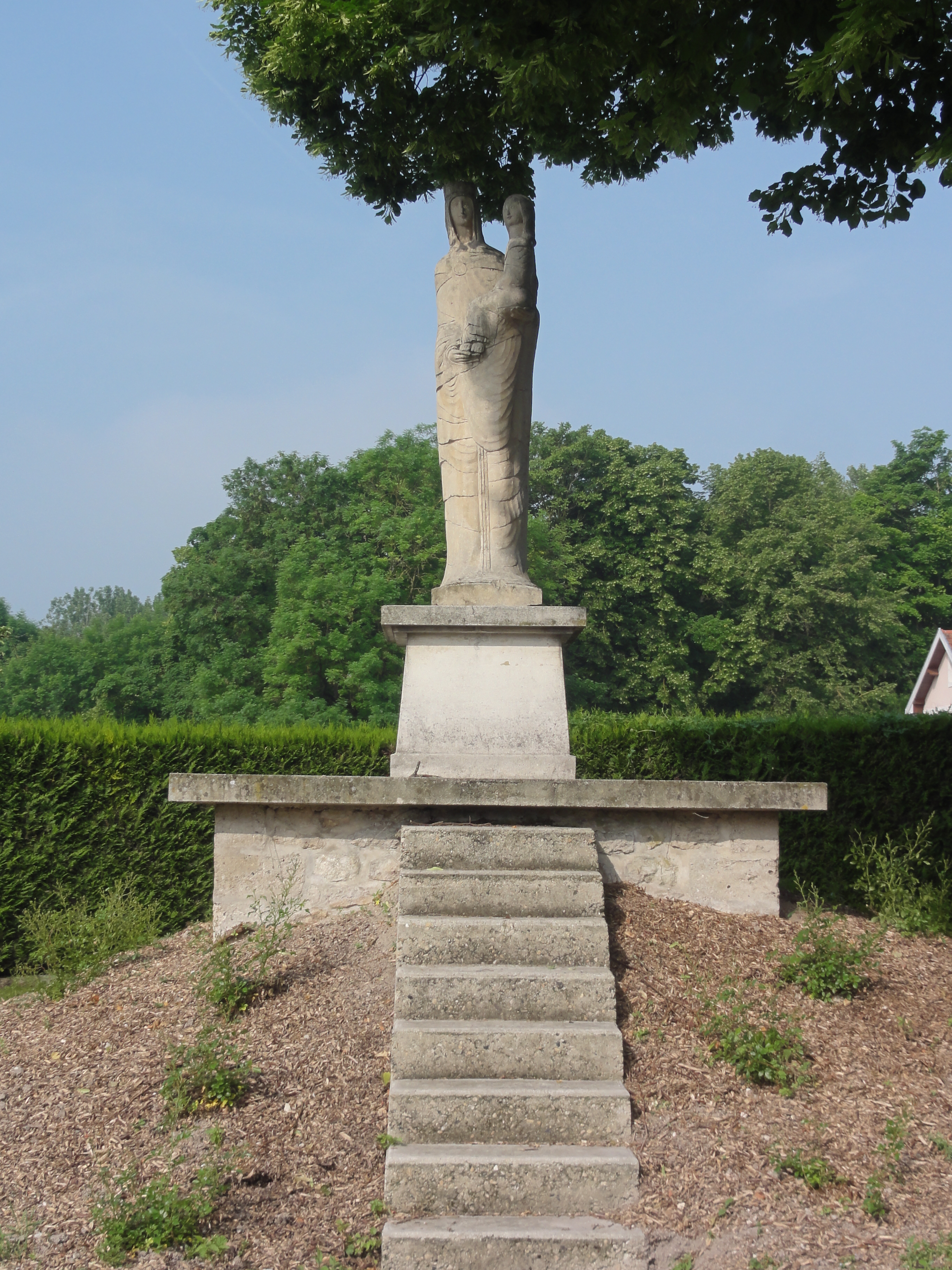
Statue de la Vierge à l'enfant.

À Menneville
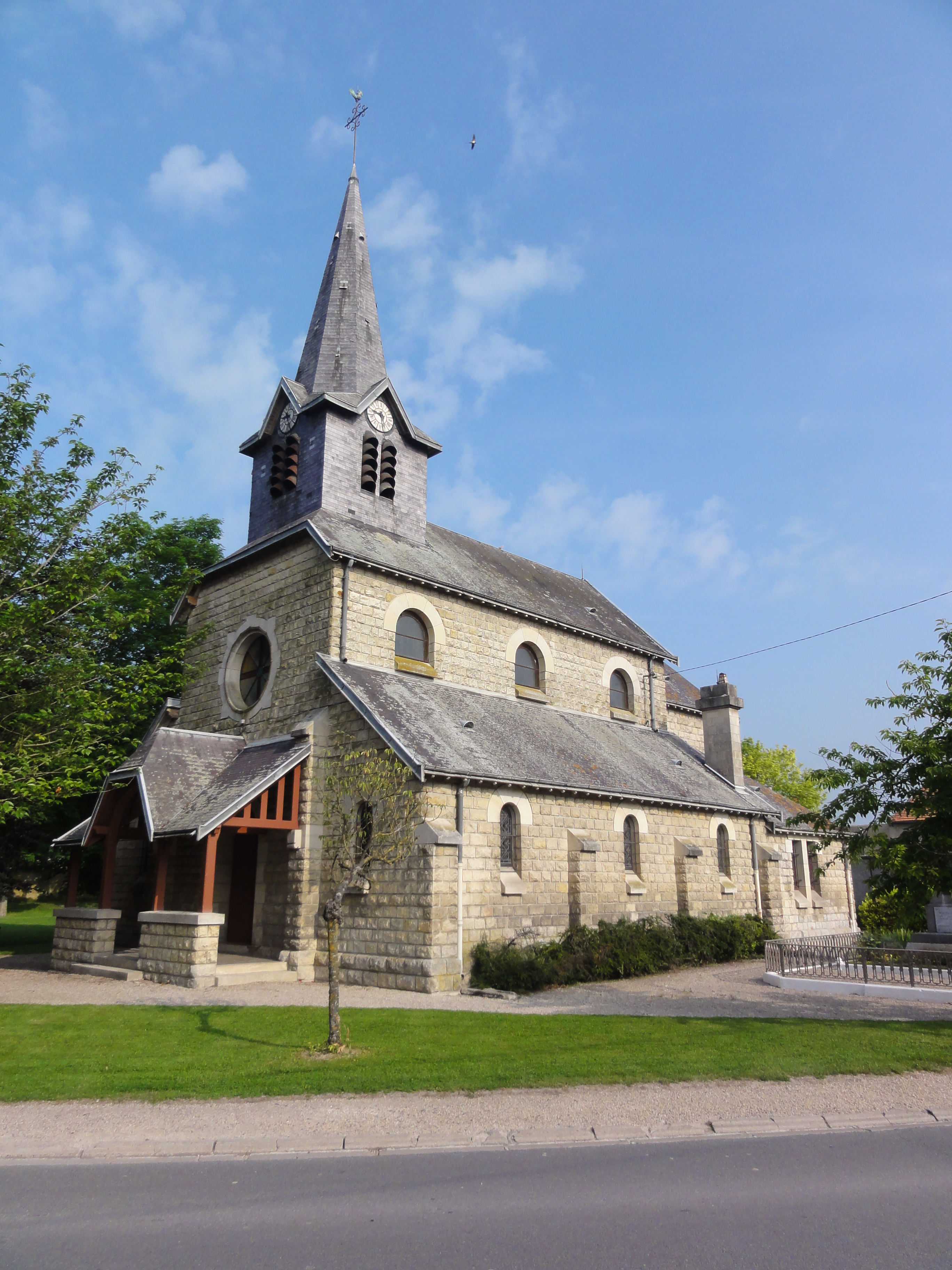
L'église Saint-Jean-Baptiste.
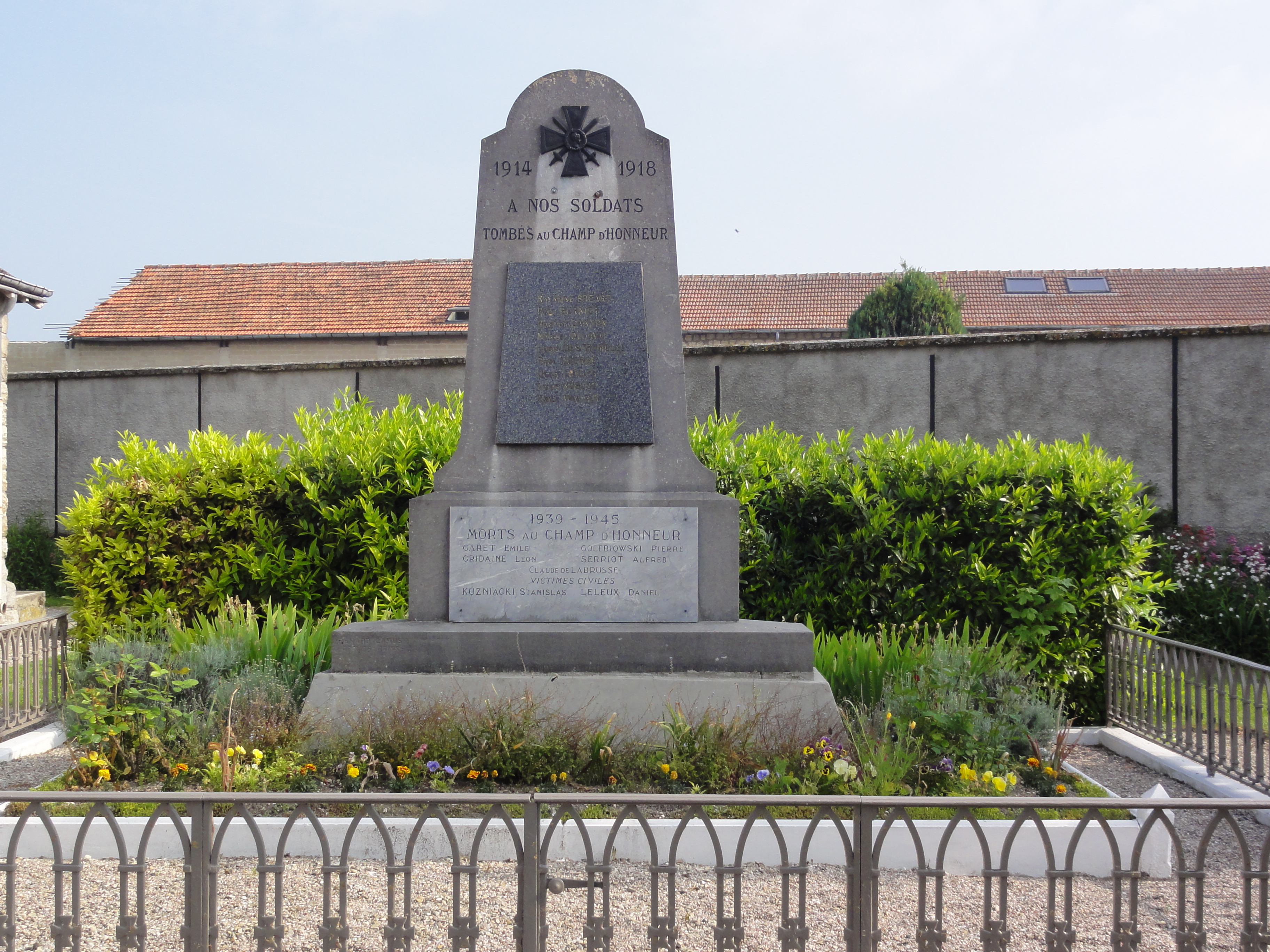
Le monument aux morts.
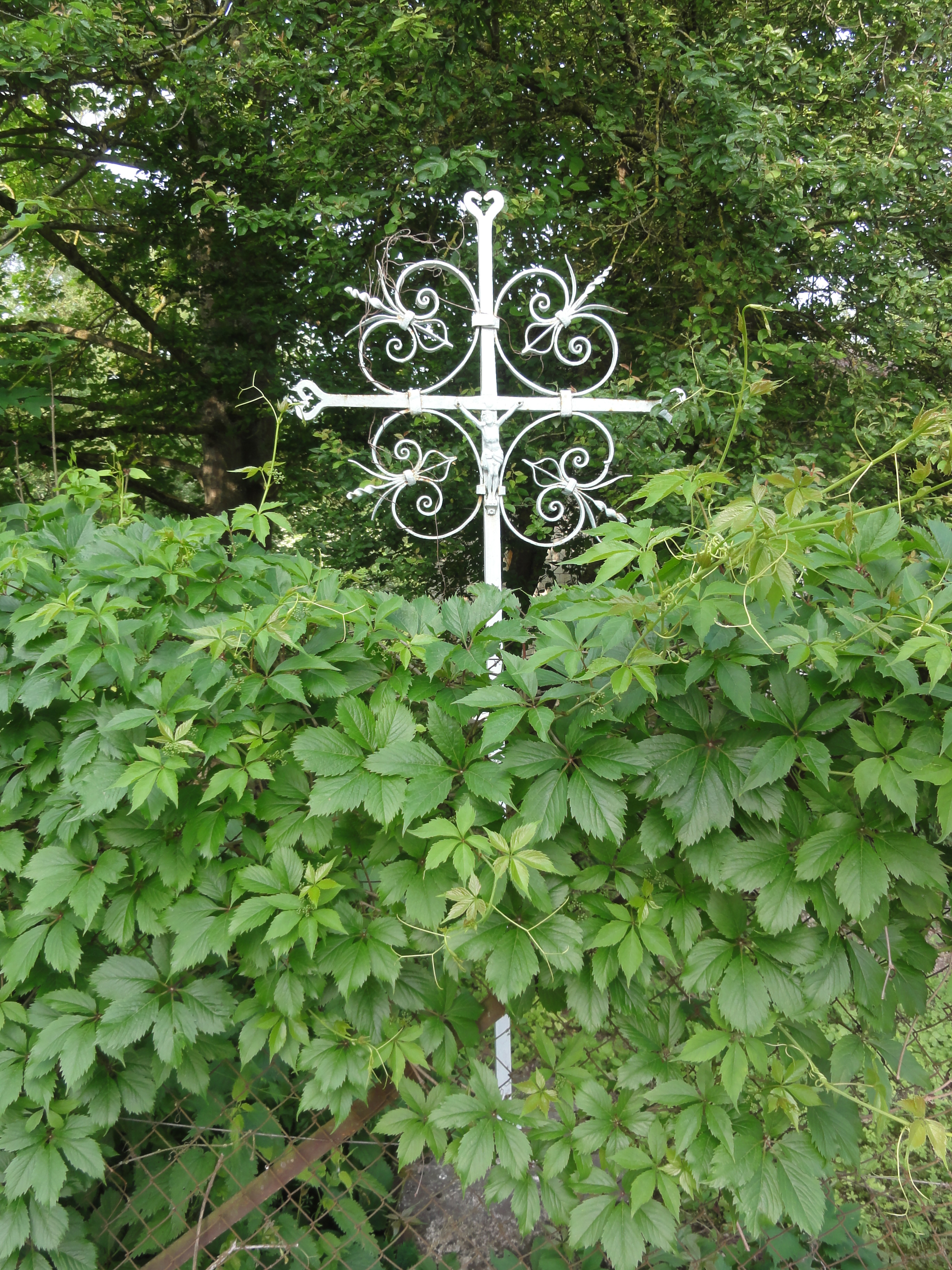
Croix de chemin.